# 葉月美優
葉月 美優（はづき みう、10月29日 - ） は、日本のモデル、タレント、レースクイーン、アイドル、YouTuber。愛称は「みうみう」。千葉県出身。

## 略歴
2017年6月16日からライブ配信サービスのSHOWROOMで配信を開始。 現在も「みうみう調査兵団」というルーム名で不定期にライブ配信を行っている。 SHOWROOM内でも人気があり、数多くのイベントで1位を獲得している。東京ガールズコレクション、神戸コレクション、ガールズアワードなどのファッションイベントにもSHOWROOM枠から度々出演した。2022年3月からはBIGO LIVEでの配信も開始している。
2018年7月からモーターマガジン社が発行する月刊（web）オートバイと季刊のGOGGLE（ゴーグル）に出演しており、同社の関連するモーターサイクルショーなどのバイクイベントにもオートバイ女子部のメンバーとして度々登場した。
2019年11月から動画共有サービスのYouTubeにて自身のバイクに関するコンテンツを主とした動画ブログの配信を開始。2020年のバイクの日（8月19日）の投稿動画では最優秀賞に選ばれた。
2020年4月19日から6月29日まで行われたミスジェニックの2020年度オーディションに候補生No.13として参加。mystaアプリで行われた第1回戦から第3回戦までは順調に各ブロックで1位通過したものの、第4回戦では惜しくも4位脱落。マシェバラ配信で行われる敗者復活戦に挑むことになったが1位通過にて決勝進出権を得た。決勝戦では途中接戦ながら最終的に2位と大きなポイント差を付けてミスジェニック2020の1位グランプリを見事に勝ち取った。ミスジェニック2020のメンバーは葉月美優、宮島小百合、相原美咲、鈴原りこ、葉月蓮の5名。また、グラビア初挑戦となった副賞のデジタル写真集が10月30日に発売された。
2020年3月からADVICS muta Racing fairiesのメンバーとしてレースクイーンデビューを予定していたが、新型コロナウイルスの影響によるレース延期や無観客開催により、しばらく活動未定の状態が続いた。8月30日にオートポリスで行われた86/BRZレースにレースクイーンとして初登場し、9月以降に開催されるSUPER GT（GT300クラス）とスーパー耐久（ST-1クラス）、86/BRZレースに度々登場した。また、日本レースクイーン大賞2020の新人部門にエントリーしてファイナリスト20名中の1人となり、実行委員会特別賞に選ばれた。 
2021年もmuta racing fairiesで活動し、MediBang日本レースクイーン大賞2021の50名にノミネートされた。 
2022年はmuta racing fairies にて3年目の継続となり、SGT、S耐で活動した。
2022年4月30日に自身初の楽曲「夜空舞う華」が各音楽配信サイトからリリースされた。
2022年12月4日にライブアイドル『くれいじーぼいす』に参加。『くれいじーぼいす with 美』としてライブハウス『GOTANDA G＋』（五反田）にてライブアイドルデビューを果たした。2023年11月18日に『LobeliA』に改称。（※下記参照）
2023年2月19日に2023 NGKスパークガールに起用されることが発表された。NDDP RACINGが参戦するSUPER GT（GT500クラス）のNiterra MOTUL Zのレースクイーンとして活動中。

## 人物
- 特技は水泳[4]。
- 趣味はバイク（大型自動二輪車免許所持）、食べること、ダンスなど[2]。
- 愛車はスズキ・GSR250とホンダ・CBR250RRとアプリリア・TUONO660の3台。
- ペットとしてハムスターを何度か飼っている。
- 学生時代からスザンヌ、西内まりや、北川景子に似ているとよく言われるらしい。[要出典]

## 活動

### レースクイーン
| 年     | カテゴリー             | チーム名                           | 他メンバー                                            |
| ------ | ---------------------- | ---------------------------------- | ----------------------------------------------------- |
| 2020年 | SUPER GT、スーパー耐久 | ADVICS muta Racing fairies         | 藤井マリー、浅香ななみ、斎藤みどり                    |
| 2021年 | SUPER GT、スーパー耐久 | muta racing fairies                | 五十嵐みさ、片原恵麻                                  |
| 2022年 | SUPER GT、スーパー耐久 | muta racing fairies                | 鈴木志歩、小湊優香 / 緒方千捺、花乃衣美優、桐嶋しずく |
| 2023年 | SUPER GT               | Niterra MOTUL Z(NGKスパークガール) | 村瀬春香(MOTUL Circuit Lady)                          |
| 2024年 | SUPER GT               | Niterra MOTUL Z(NGKスパークガール) | 村瀬春香(MOTUL Circuit Lady)                          |

### 交通安全大使
- 一日二輪交通安全大使[注釈 1]（2023年8月19日）愛知県警察田原警察署[23]

### ライブアイドル
- くれいじーぼいす with 美 [注釈 2]（2023年11月18日まで）
- LobeliA [注釈 3]（2023年11月18日から）

#### 主なライブ
1. GirlsCross!! Vol.19（2022年12月4日、五反田 GOTANDA G+）対バンライブ[21] 初舞台
2. 部屋とYシャツとくれいぼと美〜４周年記念ワンマン〜（2023年3月18日、五反田 GOTANDA G3）[24]
3. くれいじーぼいすwith美ラストライブ ～解散ビジネスワンマン！そして新体制リニューアル～（2023年11月18日、五反田 GOTANDA G3）[25]

#### CD
- くれどりwith美（2023年3月18日、Crossing Music）[26]

## 出演

### テレビ番組

#### 現在のレギュラー
- 週刊バイクTV ［ホンダドリームにいってみよう!!]旧[総合メンテ同好会／ホンダドリームに聞いてみよう］（2019年4月3日 - 、チバテレ）[27]

#### ゲスト
- 月曜から夜ふかし ［身近なアレの正式名称を調べてみた件］ - 女子高生 役（2017年7月24日、日本テレビ)
- MATSUぼっち【Xマスにギュッてして】（2019年12月11日、フジテレビ）
- きとキュン♥トラベラーwith T ［女性着物オーディション］（2020年1月14日、チューリップテレビ)
- 水曜日のダウンタウン ［八百長恋愛サバイバル］（2020年2月5日、TBS）
- きとキュン♥トラベラーwith T [沖縄の女子旅]（2020年3月24日 - 4月14日、チューリップテレビ)
- やすとものいたって真剣です【恋愛島シーズン3】「難あり男女の無人島サバイバル」（2020年4月2日 - 9日・5月7日 - 6月4日、朝日放送テレビ)
- 東京オーディション[仮] ［マシェバラリコメンド］（2020年5月11日・6月8日、TOKYO MX)
- あたり前じゃねぇからな！TV ［マシェバラリコメンド］（2020年7月13日、TOKYO MX)
- オールスター後夜祭'21春 （2021年3月27日、TBS）- 近藤みやびと共演・アシスタント 役[28][29]
- しりたい嬢（2021年7月17日・10月16日・19日、メ～テレ）
- 平嶋夏海＆葉月美優のビジョ×ビジョ！ツーリング 全9話（2021年10月15日 - 2022年2月4日、刺激ストロングチャンネル）[30]
- GOTOリポート（2022年6月28日・7月26日、伊那ケーブルテレビジョン）
- 東京女子コレクション（2022年7月7日 - 28日、チバテレ）
- 鎧美女 #94（2023年2月25日〈24日深夜〉、フジテレビONE）- 甲冑：福島正則

### テレビCM
- アパレルブランド riddimove（2021年7月25日 - 8月11日、TOKYO MX、FOXチャンネル）

### ラジオ番組

#### ゲスト
- BIKERS PARADISE Sweet Emotion（2021年4月18日 - 25日、横浜エフエム放送）[31]
- LIVE⭐︎STARS NEXT（2021年6月18日 - 25日、狛江ラジオ放送）[32]
- RADIO CROSSING（2022年4月28日・5月26日・10月27日、エフエム浦安）[33]
- 北野誠のトコトン投資やりまっせ。（2022年10月5日 - 2023年1月25日、ラジオNIKKEI）- アシスタント 役

### インターネット配信

#### 過去のレギュラー
- TIPSTAR(ティップスター) 【共遊型スポーツベッティング】 ワンエイト自由人チーム、猪突猛進チーム（2020年8月24日 - 2022年5月19日）[34]

#### ゲスト
- HADOアイドルウォーズ（2021年9月20日・11月25日） [35]
- オンライン朗読劇 師匠シリーズ 『丘陵研究会へようこそ』 （2022年1月29日・30日）- 千草朱美 役

### カラオケCM
- 伊東園ホテルズ公式 女子旅～夏の温泉旅篇～（2021年7月20日）[動画 2]

### Webコンテンツ
- 葉月美優@webオートバイ（2018年7月4日 - ）[5]
- Riders Square [おすすめスポット、ツーリング日記など]（2020年8月20日 - 2021年7月5日）[36]
- 葉月美優のバイク通信@オートスポーツweb（2022年8月19日 - ）[37]

## 書籍

### 雑誌連載
- 月刊オートバイ ［月刊250 RIDING DIARY / 葉月美優がGSX250Rの魅力を長期レポート 全12回］（2019年1月号 - 12月号、株式会社モーターマガジン社）[38]

### 雑誌
- GOGGLE ［ゴーグル］（2018年11月号 - 2022年11月号、2023年5月号、株式会社モーターマガジン社）[39] [2019年11月号、2020年5月号と11月号、2021年5月号と11月号、2022年5月号では表紙にも登場]
- ADVenture's （アドベンチャーズ） 2019（2019年7月2日、株式会社モーターマガジン社）
- BikeJIN/培倶人（バイクジン） 2020年1月号 Vol.203（2019年11月30日、実業之日本社）
- ADVenture's （アドベンチャーズ） 2020（2020年8月31日、株式会社モーターマガジン社）- 表紙にも登場]
- オフロードマシン GoRIDE vol.8 ヤングマシン増刊2020年11月号（2020年10月6日、株式会社モト・ナレッジ）
- ギャルズパラダイス 2020 トップレースクイーン編（2020年11月27日、株式会社三栄）- 表紙にも登場
- 月刊アームズマガジン 2021年1月号（2020年11月27日、 株式会社ホビージャパン） - 表紙にも登場
- 金のEX NEXT vol.20（2021年6月14日、株式会社大洋図書）
- ADVenture's （アドベンチャーズ） 2021（2021年7月29日、株式会社モーターマガジン社）
- 自動車ガイドブック vol.68（2021-2022） 自動車趣味人たちを訪ねて（2021年11月1日、日本自動車工業会）
- ADVenture's （アドベンチャーズ） 2022（2022年7月29日、株式会社モーターマガジン社）

### 写真集
- 【わたしが感じるわたし】〜葉月美優フォトブックI〜（2019年4月26日、合同会社グラスタ）[40]
- 【あなたが感じるわたし】〜葉月美優フォトブックII〜（2019年4月26日、合同会社グラスタ）
- 【デジタル限定】葉月美優写真集「みうみうとうみ」週プレ PHOTO BOOK（2020年10月30日、株式会社集英社）[11]
- 【100部限定オークション】オフショット写真集「SELFIEBOOK 葉月美優 Vol.1」（2021年4月2日 - 4月4日、宇宙海賊合同会社）[41]
- 【sabra net e-Book】全集中、悩殺の呼吸！葉月美優1、2、DX（2021年6月25日、株式会社小学館）[42]
- 【sabra net e-Book】過激過ぎて、ああ無情　葉月美優3、4、DX（2022年8月19日、株式会社小学館）[43]
- 【50部限定オークション】オフショット写真集「SELFIEBOOK 葉月美優 Vol.2」（2021年9月30日 - 10月2日、宇宙海賊合同会社）[44]
- 【フォトブック】2024年葉月美優生誕祭 LobeliA 葉月美優ver.（2024年11月22日、Crossing Music Store）[45]

### カレンダー
- 葉月美優カレンダー2020（2019年11月28日、株式会社モーターマガジン社）[46]
- 葉月美優カレンダー2021（2020年11月12日、株式会社モーターマガジン社）[47]
- 葉月美優カレンダー2022（2021年11月28日、株式会社モーターマガジン社）[48]
- 葉月美優カレンダー2023（2022年12月23日、miumiu shop)[49]
- 葉月美優カレンダー2024（2023年11月14日、miumiu.shop)[50]

## 作品

### ボイスドラマCD
- 異世界女子高の非日常な日常〜怖くて可愛い透けてる友達～  「ファム・イール役（CV：葉月美優）」（2020年10月3日、Crossing Music）[51]

### VR配信映像
- ミスジェニック2020 葉月美優と水着でヨガ（2020年11月13日 - 2021年11月12日、VR SQUARE）[52]

### NFTトレカ
- 2021年秋バージョン20枚限定（2021年11月2日、AdambyGMO）
- 2022年冬バージョン限定（2022年12月22日、AdambyGMO）[53]

### 音楽配信(シングル)
- 夜空舞う華 （2022年4月30日）[54]